# Jörn Müller (Philosoph)
Jörn Müller (* 11. August 1969 in Koblenz) ist ein deutscher Philosoph.

## Leben und Wirken
Jörn Müller studierte Philosophie, Geschichte und Pädagogik an der Rheinischen Friedrich-Wilhelms-Universität in Bonn und an der University of Edinburgh, mit einer Förderung der Studienstiftung des deutschen Volkes. 1997 legte er sein erstes Staatsexamen für das gymnasiale Lehramt ab. 2001 beendete er seine Promotion in Bonn, die ebenfalls von der Studienstiftung unterstützt wurde. Das Thema seiner Dissertation lautete: Natürliche Moral und philosophische Ethik bei Albertus Magnus.
Von 2000 bis 2001 war er als Unternehmensphilosoph bei der Biodata Information Technologie AG tätig. 2002 bis 2003 arbeitete Müller zuerst als wissenschaftlicher Mitarbeiter am Institut für Philosophie, ab November 2003 dann als wissenschaftlicher Assistent am Lehrstuhl für Philosophie des Mittelalters der Universität Bonn (bei  Theo Kobusch). Von März bis August 2007 folgte ein Forschungsaufenthalt als Visiting Scholar am De Wulf-Mansion Center for Ancient and Medieval Philosophy der Universität Leuven. Vom 15. Oktober 2007 bis ins Frühjahr 2010 hatte Jörn Müller eine Lehrstuhlvertretung am Institut für Philosophie der Julius-Maximilians-Universität Würzburg inne.
Am 2. Juli 2008 beendete er seine Habilitation in Bonn. Das Thema seiner Habilitationsschrift lautete: Willensschwäche im Denken der Antike und des Mittelalters. Eine Problemgeschichte von Sokrates bis Johannes Duns Scotus. Im Frühjahr 2010 wechselte Müller für eine Vertretungsprofessur an die Universität Bochum, bevor er im Herbst 2010 wieder an die Universität Würzburg zurückkehrte. Im Oktober 2011 wurde Müller von der Universität Würzburg zum außerplanmäßigen Professor ernannt. Seit März 2014 ist er ordentlicher Professor für antike und mittelalterliche Philosophie in Würzburg. Von 2016 bis 2019 fungierte er als Studiendekan der Fakultät für Humanwissenschaften.
In der Forschung engagiert sich Müller intensiv in der Gesellschaft für antike Philosophie (GANPH) e.V. Deren Vorstand gehörte er von 2007 bis 2022 in verschiedenen Funktionen an, unter anderem als Schatzmeister und als Geschäftsführer. Außerdem leitet er in der Gesellschaft verschiedene Arbeitsgemeinschaften, z. B. für Praktische Philosophie, Philosophie in Rom sowie für Antike Philosophie, Didaktik und Pädagogik.
Seine Forschungsschwerpunkte liegen in der Philosophie der Antike und des Mittelalters, hierbei insbesondere in der Ethik, der Anthropologie und der philosophischen Psychologie. Seit Oktober 2020 leitet er gemeinsam mit Gernot Michael Müller (Universität Bonn) ein von der DFG gefördertes Projekt zur interdisziplinären Kommentierung des fünften Buchs von Ciceros Tusculanae Disputationes. Seit September 2023 leitet er ein von der Fritz Thyssen-Stiftung finanziertes Projekt zum Thema: „Glück als Schlüsselkonzept der Ethik bei Albertus Magnus. Philosophische Erschließung und kritische Edition des ersten Buchs seines zweiten Ethikkommentars (Ethica)“.
Er ist Reihenherausgeber des Symposion (Karl Alber-Verlag; zusammen mit Christoph Halbig) und der Philosophia Romana (Universitätsverlag Winter; zusammen mit Gernot Michael Müller).

## Schriften
- Natürliche Moral und philosophische Ethik bei Albertus Magnus In: Beiträge zur Geschichte der Philosophie und Theologie des Mittelalters, N.F. 59. Aschendorff, Münster 2001, ISBN 978-3-402-04012-6.
- Physis und Ethos. Der Naturbegriff bei Aristoteles und seine Relevanz für die Ethik. Königshausen & Neumann, Würzburg 2006, ISBN 978-3-8260-3443-5.
- mit Marcel van Ackeren (Hrsg.): Antike Philosophie verstehen/Understanding Ancient Philosophy. Wissenschaftliche Buchgesellschaft, Darmstadt 2006, ISBN 978-3-534-18815-4.
- mit Tobias Hoffmann, Matthias Perkams (Hrsg.): Das Problem der Willensschwäche in der mittelalterlichen Philosophie/The Problem of Weakness of Will in Medieval Philosophy (= Recherches de Théologie et Philosophie médiévales: Bibliotheca. 8). Peeters, Leuven/Paris/Dudley 2006. ISBN 978-90-429-1779-8
- mit Hanns G. Nissing (Hrsg.): Die Lüge. Ein Alltagsphänomen aus wissenschaftlicher Sicht. Wissenschaftliche Buchgesellschaft, Darmstadt 2007. ISBN 978-3-534-20123-5
- Willensschwäche in Antike und Mittelalter. Eine Problemgeschichte von Sokrates bis Johannes Duns Scotus (= Ancient and Medieval Philosophy. 40). Leuven University Press, Leuven 2009. ISBN 978-94-6166-026-8
- mit Christoph Horn, Joachim Söder (Hrsg.): Platon-Handbuch. Leben – Werk – Wirkung. Metzler, Stuttgart 2009. [2., erw. Aufl.: 2017; grch. Übersetzung: 2023]. ISBN 978-3-662-61949-0
- mit Hanns G. Nissing (Hrsg.): Grundpositionen philosophischer Ethik. Von Aristoteles bis Jürgen Habermas. Wissenschaftliche Buchgesellschaft, Darmstadt 2009. [2., überarb. Aufl.: 2018]. ISBN 978-3-534-27115-3
- mit Roberto Hofmeister Pich (Hrsg.): Wille und Handlung in der Philosophie der Kaiserzeit und Spätantike (Beiträge zur Altertumskunde, 287). De Gruyter: Berlin/New York 2010. ISBN 978-3-11-022131-2
- mit Marcel van Ackeren, Theo Kobusch (Hrsg.): Warum noch Philosophie? Historische, systematische und gesellschaftliche Positionen. De Gruyter, Berlin 2011, ISBN 978-3-11-022375-0 (Aufsatzsammlung)
- Heinrich von Gent: Quaestiones quodlibetales / Ausgewählte Fragen zur Willens- und Freiheitslehre (Herders Bibliothek der Philosophie des Mittelalters, 28). Alber, Freiburg i. Br. 2011. ISBN 978-3-451-34040-6
- (Hrsg.): Platon. Phaidon (Klassiker Auslegen, 44). Akademie Verlag, Berlin 2011. ISBN 978-3-05-004681-5
- mit Tobias Hoffmann, Matthias Perkams (Hg.): Aquinas and the Nicomachean Ethics. Cambridge University Press, Cambridge 2013 [Paperbackausgabe: 2015]. ISBN 978-1-107-57640-7
- mit Karl Mertens (Hrsg.): Die Dimension des Sozialen. Neue philosophische Zugänge zu Fühlen, Wollen und Handeln. De Gruyter: Berlin/New York 2014. ISBN 978-3-11-034993-1
- mit Andreas Nießeler, Andreas Rauh (Hrsg.): Aufmerksamkeit. Neue humanwissenschaftliche Perspektiven. Transcript, Bielefeld 2016. ISBN 978-3-8376-3481-5
- Albertus Magnus über Gedächtnis, Erinnern und Wiedererinnerung. Eine philosophische Lektüre von „De memoria et reminiscentia“ mit Übersetzung (Lectio Albertina, 17), Aschendorff, Münster 2017. ISBN 978-3-402-11198-7
- mit Christian Rode (Hrsg.): Freiheit und Geschichte. Festschrift für Theo Kobusch zum 70. Geburtstag. Aschendorff: Münster 2018. ISBN 3-402-13299-0
- mit Reinhard Lelgemann (Hrsg.): Menschliche Fähigkeiten und komplexe Behinderungen. Philosophie und Sonderpädagogik im Gespräch mit Martha Nussbaum. Wissenschaftliche Buchgesellschaft, Darmstadt 2018. ISBN 978-3-534-27052-1
- mit Michela Summa (Hrsg.): Modes of Intentionality. Medieval and Phenomenological Perspectives. Phänomenologische Forschungen: Heft 2/2018. ISSN 0342-8117
- mit Gernot Michael Müller (Hrsg.): Cicero ethicus. Die Tusculanae disputationes im Vergleich mit De finibus bonorum et malorum (Philosophia Romana, 1). Universitätsverlag Winter, Heidelberg 2020. ISBN 978-3-8253-4789-5
- mit Philipp Brüllmann (Hrsg.): Cicero. De Officiis (Klassiker Auslegen, 78), De Gruyter, Berlin 2023. ISBN 978-3-11-076014-9
- mit Sonja Schierbaum (Hrsg.): Varieties of Voluntarism in Medieval and Early Modern Philosophy. Routledge, New York/London 2024. ISBN 978-1-032-29106-2